# Kourouninkoto
Kourouninkoto est une localité et une commune urbaine malienne, située dans le de pays de la Kaarta, chef-lieu d'arrondissement dans le cercle de Séféto et la région de Kita.

## Géographie
Kourouninkoto est située dans une vallée encadrée par le mont Sukuruba à l'est, le mont Kouroubonda au nord, le mont Marina kuru au sud et le mont Satankourou à l'ouest.

### Climat
Le district urbain a un climat soudano-sahélien. La moyenne annuelle des pluies est de 350 mm avec la plupart des chutes de pluie entre la fin du mois de juin et la mi-septembre et il fait très chaud.

### Hydrographie
La ville est arrosée par la rivière Baoulé située à 20 km de la ville. Il se forme des ruisseaux temporaires pendant la saison des pluies. L'eau est purifiée dans une usine à Kourouninkoto pour fournir de l'eau potable au robinet.

## Village
La commune s'étend sur 1 localité relevée lors du recensement général de 2009. 
- Kourouninkoto (5 505 habitants).

## Population
Au recensement de 2009 Kourouninkoto avait une population de 5 335 habitants. Cette population est constituée de multiples groupes ethniques : Malinke (la majorité), Kakolos, Peuls, Sarakolé, Diawambé.

## Économie
L'économie de Kourouninkoto est basée sur l'agriculture. L'agriculture est pratiquée par 96 % des travailleurs. Les principales cultures sont le coton, le maïs, le millet, le riz et l'arachide.

## Transports
La ville de Kourounnikoto est située sur l'axe de la route régionale (RR5) Kita-Diangounté. Des transports par véhicule partent quotidiennement de Diangounté-Kita.